# Święta Adeltruda
Adeltruda z Maubeuge (zm. 25 lutego ok. 696 w Maubeuge) – siostra św. Madelberty, zakonnica i ksieni, święta Kościoła katolickiego.
Była jedną z czworga dzieci św. Wincentego Madelgariusza z Soignies (niderl. Zinnik w Belgii) i św. Waldetrudy. W młodości wstąpiła do klasztoru wybudowanego przez jej ciotkę św. Adelgundę z regułą św. Benedykta. Około 684 roku, po śmierci ciotki, została jego przełożoną.
Wspomnienie liturgiczne św. Adeltrudy obchodzone jest w dzienną pamiątkę śmierci.